# Campeonato Mundial de Atletismo de 2009 - Salto em distância feminino
O salto em distância feminino do Campeonato Mundial de Atletismo de 2009 teve sua fase qualificatória em 21 de agosto, com a final em 23 de agosto no Olympiastadion, em Berlim.

## Recordes
Antes desta competição, os recordes mundiais e do campeonato nesta prova eram os seguintes:
| Tipo                  | Atleta               | Distância | Local      | Data                  | Ref |
| --------------------- | -------------------- | --------- | ---------- | --------------------- | --- |
|                       | Galina Chistyakova   | 7,52      | Leningrado | 11 de junho de 1988   | ver |
| Recorde do campeonato | Jackie Joyner-Kersee | 7,36      | Roma       | 4 de setembro de 1987 | ver |

## Medalhistas
| Ouro                 | Prata                  | Bronze                |
| Brittney Reese (USA) | Tatyana Lebedeva (RUS) | Karin Mey Melis (TUR) |

## Resultados

### Eliminatórias
Estes são os resultados das eliminatórias. As 37 atletas inscritas foram divididas em dois grupos, se classificando para a final as saltadores que atingissem 6,75m (Q) ou, no mínimo, doze atletas com as melhores marcas (q).

#### Grupo A
| Pos. | Atleta                   | #1   | #2   | #3   | Res.     | Notas |
| ---- | ------------------------ | ---- | ---- | ---- | -------- | ----- |
| 1    | POR Naide Gomes          | 6,60 | 6,86 |      | 6,86 (Q) |       |
| 2    | BRA Maurren Higa Maggi   | 6,68 | 6,58 | 6,30 | 6,68 (q) |       |
| 3    | BLR Nastassia Mironchyk  | 6,08 | 6,55 | 6,42 | 6,55 (q) |       |
| 4    | POL Teresa Dobija        | 6,55 | x    | x    | 6,55 (q) |       |
| 5    | USA Brianna Glenn        | x    | x    | 6,53 | 6,53 (q) |       |
| 6    | AIA Shara Proctor        | 6,43 | 6,52 | 6,47 | 6,52 (q) |       |
| 7    | RUS Elena Sokolova       | 6,44 | 6,51 | 6,46 | 6,51     |       |
| 8    | KOR Jung Soon-Ok         | 6,45 | 6,31 | 6,49 | 6,49     |       |
| 9    | CAN Ruky Abdulai         | 6,37 | 6,45 | x    | 6,45     |       |
| 10   | RUS Irina Meleshina      | 6,39 | 6,14 | x    | 6,39     |       |
| 11   | USA Funmi Jimoh          | x    | x    | 6,34 | 6,34     |       |
| 12   | GER Bianca Kappler       | 6,26 | 6,21 | 6,29 | 6,29     |       |
| 13   | UKR Viktoriya Molchanova | 6,29 | 6,20 | x    | 6,29     |       |
| 14   | SLE Ola Sesay            | 5,92 | 6,23 | 6,19 | 6,23     |       |
| 15   | JPN Sachiko Masumi       | 6,23 | 6,06 | 6,13 | 6,23     |       |
| 16   | SVK Jana Veldáková       | x    | 6,16 | x    | 6,16     |       |
| 17   | EST Sirkka-Liisa Kivine  | x    | 5,92 | 6,10 | 6,10     |       |
| 18   | SLO Nina Kolaric         | x    | x    | 6,00 | 6,00     |       |

#### Grupo B
| Pos. | Atleta                 | #1   | #2   | #3   | Res.     | Notas |
| ---- | ---------------------- | ---- | ---- | ---- | -------- | ----- |
| 1    | USA Brittney Reese     | 6,78 |      |      | 6,78 (Q) |       |
| 2    | RUS Tatyana Lebedeva   | 6,76 |      |      | 6,76 (q) |       |
| 3    | RUS Olga Kucherenko    | 6,68 | 6,65 | -    | 6,68 (Q) |       |
| 4    | TUR Karin Mey Melis    | 6,57 | 6,61 | 6,67 | 6,67 (q) |       |
| 5    | BRA Keila Costa        | 6,66 | x    | 6,55 | 6,66 (q) |       |
| 6    | EST Ksenija Balta      | x    | 6,23 | 6,59 | 6,59 (q) |       |
| 7    | JAM Jovanee Jarrett    | 6,29 | 6,42 | 6,43 | 6,43     |       |
| 8    | UKR Viktoriya Rybalko  | 6,40 | 6,18 | x    | 6,40     |       |
| 9    | FRA Éloyse Lesueur     | 6,40 | 6,09 | 6,11 | 6,40     |       |
| 10   | UKR Natallia Dobrynska | 6,32 | 6,38 | 6,36 | 6,38     |       |
| 11   | CUB Yarianny Argüelles | 6,15 | 5,97 | 6,32 | 6,32     |       |
| 12   | GER Melanie Bauschke   | 6,32 | 6,13 | 6,14 | 6,32     |       |
| 13   | NOR Margrethe Renstrøm | 6,31 | x    | 6,10 | 6,31     |       |
| 14   | PHI Marestella Torres  | 6,21 | 6,03 | 6,22 | 6,22     |       |
| 15   | RSA Janice Josephs     | 6,22 | 5,75 | x    | 6,22     |       |
| 16   | GER Beatrice Marscheck | 6,07 | x    | 6,19 | 6,19     |       |
| 17   | CAN Alice Falaiye      | 6,07 | 6,09 | x    | 6,09     |       |
| 18   | GRN Patricia Sylvester | 5,92 | 5,80 | x    | 5,92     |       |
|      | NGR Blessing Okagbare  |      |      |      | DNS      |       |

### Final
Estes são os resultados da final:
| Pos               | Atleta                  | #1   | #2   | #3   | #4   | #5   | #6   | Res. | Notas                |
| ----------------- | ----------------------- | ---- | ---- | ---- | ---- | ---- | ---- | ---- | -------------------- |
| Medalha de ouro   | USA Brittney Reese      | 6,92 | 6,85 | 7,10 | x    | x    | x    | 7,10 | Recorde da temporada |
| Medalha de prata  | RUS Tatyana Lebedeva    | 6,78 | 6,97 | x    | x    | x    | x    | 6,97 | Recorde da temporada |
| Medalha de bronze | TUR Karin Mey Melis     | 6,76 | x    | 6,80 | x    | x    | 6,49 | 6,80 |                      |
| 4                 | POR Naide Gomes         | 6,77 | x    | 6,52 | 6,68 | 6,69 | 6,68 | 6,77 |                      |
| 5                 | RUS Olga Kucherenko     | x    | x    | 6,77 | 6,63 | x    | 6,68 | 6,77 |                      |
| 6                 | AIA Shara Proctor       | x    | 6,56 | 6,71 | x    | x    | 6,40 | 6,71 | Recorde nacional     |
| 7                 | BRA Maurren Higa Maggi  | 6,68 | x    | x    | 6,64 | -    | -    | 6,68 |                      |
| 8                 | EST Ksenija Balta       | 6,62 | 6,52 | x    | 6,15 | 6,60 | 6,57 | 6,62 |                      |
| 9                 | USA Brianna Glenn       | x    | 6,59 | x    |      |      |      | 6,59 |                      |
| 10                | POL Teresa Dobija       | x    | 6,58 | 6,51 |      |      |      | 6,58 |                      |
| 11                | BLR Nastassia Mironchyk | x    | 6,24 | 6,29 |      |      |      | 6,29 |                      |
|                   | BRA Keila Costa         | x    | x    | x    |      |      |      | NM   |                      |

Legenda
| Recorde mundial       | Recorde mundial (World record)               |                       | Recorde africano                      | Recorde africano (African) |                                           | Q | Classificado por posição (Qualified) |
| Recorde do campeonato | Recorde do campeonato (Championship record)  | Recorde da América    | Recorde da América (Americas)         | q                          | Classificado por melhor tempo (Qualified) |   |                                      |
| Melhor marca do ano   | Melhor marca do ano (World leading)          | Recorde asiático      | Recorde asiático (Asian)              | DNS                        | Não largou (Did not start)                |   |                                      |
| Recorde nacional      | Recorde nacional (National record)           | Recorde europeu       | Recorde europeu (European)            | DNF                        | Não terminou (Did not finish)             |   |                                      |
| Recorde pessoal       | Recorde pessoal do atleta (Personal best)    | Recorde da Oceania    | Recorde da Oceania (Oceania)          | DSQ / DQ                   | Desclassificado (Disqualified)            |   |                                      |
| Recorde da temporada  | Recorde da temporada do atleta (Season best) | Recorde sul-americano | Recorde sul-americano (South America) | NM                         | Sem marca (No mark)                       |   |                                      |